# Transportes Aéreos Bolivianos
Pour les articles homonymes, voir TAB.
Transportes Aéreos Bolivianos (TAB) est une compagnie aérienne de transport de fret bolivienne. Cette compagnie dessert Miami depuis Santa Cruz, La Paz et Cochabamba.

## Histoire
La TAB est créée en 1977 comme une filiale des forces aériennes de Bolivie. Elle dépend de la Gestion du Transport Aérien (Gerencia de Transportes Aéreos) et est dirigée par un général des FAB. La TAB opère des transports de fret charter vers la plupart des pays de l'hémisphère Ouest.En 1999, la compagnie transporte 84,649 T de fret, plus de 2 000 T en 2000 et 4 176,429 T en 2006.

## Bureaux
- La Paz, El Alto, Aéroport international El Alto
- Santa cruz Aéroport international de Viru Viru
- Cochabamba, Aéroport international Jorge Wilstermann
- Miami, Aéroport international de Miami

## Flotte
TAB détient un McDonnell Douglas DC-10-10(F) depuis le 28 juillet 2007 , qui opère principalement vers et depuis les États-Unis et Panama. Tab opère également avec des avions des FAB.

## Incidents
Le 28 septembre 1979 le vol 4744 de la FAB, un Lockheed C-130H Hercules immatriculé CP-1375, s'écrase pour une raison inconnue au décollage à l'aéroport international de Tocumen, Panama, tuant quatre membres d'équipage. L'appareil est déclaré non réparable.